# 克拉斯纳亚河 (皮萨河)
54°35′20″N 22°12′59″E / 54.5889°N 22.2164°E

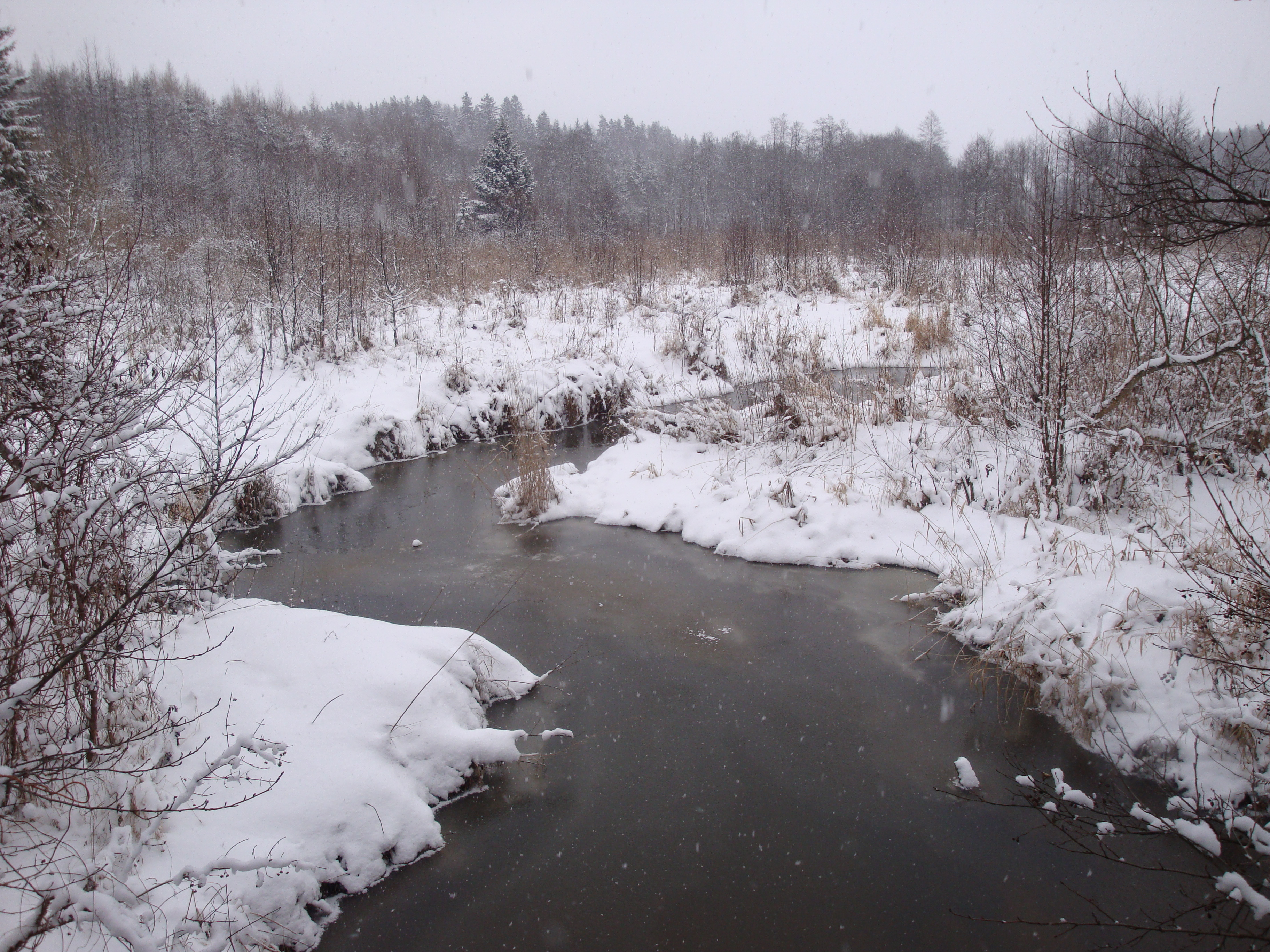

克拉斯納亞河（波蘭語：Rominta），是東歐的河流，位於俄羅斯和波蘭，流經加里寧格勒州和瓦爾米亞-馬祖里省，河道全長83公里，流域面積548平方公里。